# Fred Draper

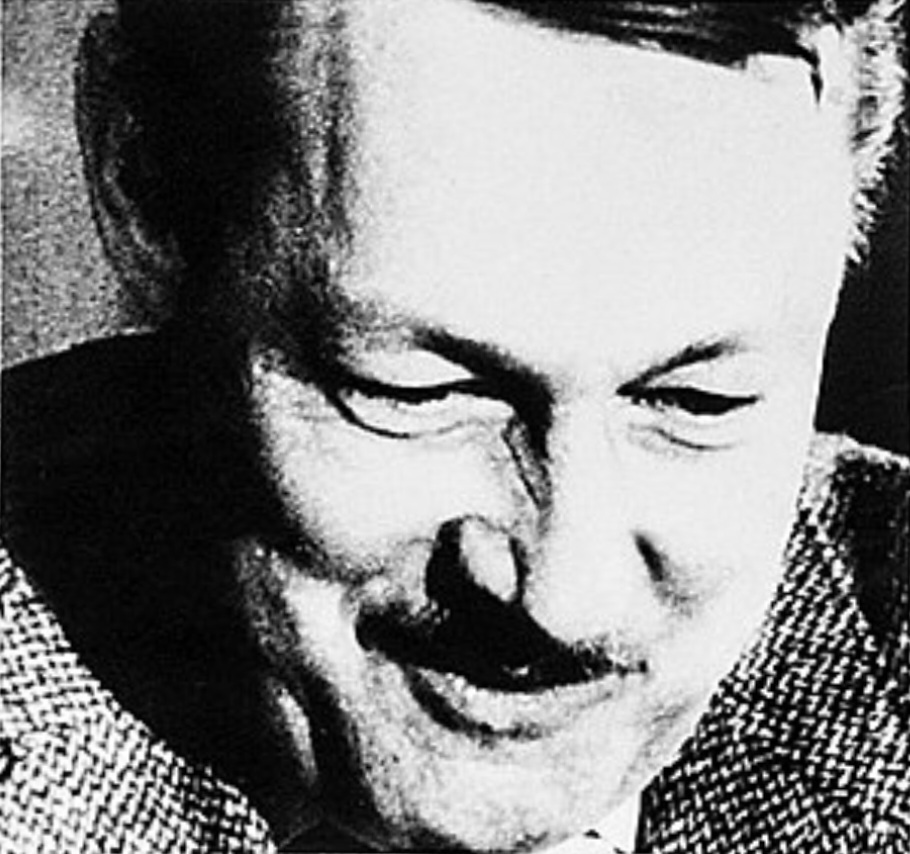
Fred Draper (1968)

Frederick Paul Draper II (* 2. September 1925 in Chester, Pennsylvania; † 26. Dezember 1999 in San Bernardino, Kalifornien) war ein US-amerikanischer Schauspieler.

## Leben
Fred Draper wurde 1925 in Chester, im US-Bundesstaat Pennsylvania geboren.
Er besuchte mit Anne Bancroft und Grace Kelly die American Academy of Dramatic Arts. Dort machte er am 1. Mai 1950 seinen Abschluss. Von 1951 bis 1977 spielte er in mehr als 20 Film- und vor allem Fernsehproduktionen mit.
Er war mit Marilyn Marie Fair und Ruth Marie Ronberg verheiratet. Er zog sich nach Rancho Cucamonga, Kalifornien zurück, wo er im Alter von 74 Jahren starb.

## Filmografie
- 1951: Crime with Father
- 1954: Harlem Detective
- 1957: Dezernat M  (M Squad)
- 1958: The Adventures of Jim Bowie
- 1958: Perry Mason
- 1963: Ein Kind wartet (A Child Is Waiting)
- 1962, 1963: The Lloyd Bridges Show
- 1965: Alfred Hitchcock Presents
- 1965: Kraft Suspense Theatre
- 1966–1969: Peyton Place
- 1968: Gesichter (Faces)
- 1970: Husbands: A Comedy About Life, Death and Freedom
- 1971–1976: Columbo:
  - 1971: Schritte aus dem Schatten
  - 1973: Ein Hauch von Mord
  - 1974: Momentaufnahme für die Ewigkeit
  - 1975: Der Schlaf, der nie endet
  - 1976: Der alte Mann und der Tod
  - 1976: Mord im Bistro
- 1973: Neu im Einsatz
- 1974: Police Woman
- 1974: Eine Frau unter Einfluß (A Woman Under the Influence)
- 1977: Mein Freund, der Roboter (Future Cop)
- 1977: Opening Night